# Torp, Ale kommun
Torp är en bebyggelse i Ale kommun, belägen i Starrkärrs socken strax sydost om Älvängen och nordost om Alafors. Fram till 2015 avgränsade SCB bebyggelsen till en småort för att från 2015 klassa bebyggelsen som en del av tätorten Nödinge-Nol.